# Rhyacophila lata
Rhyacophila lata là một loài Trichoptera trong họ Rhyacophilidae. Chúng phân bố ở miền Cổ bắc.